# Sirius B (Musik)
Sirius B ist ein gemeinsames Projekt der beiden DJs Hardy Hard und Afrika Bambaataa, das seit ca. 2000 existiert. In diesem Jahr traten sie nach der Love Parade gemeinsam auf dem Electric Kingdom Event auf.

## Werdegang
2001 kam die erste Maxisingle „If You Technolectro“ mit „Funky And Proud“ auf der B-Seite heraus. Auf der Electric-Kingdom-Compilation „Elektronische Lieder“ erscheint „Feel My Music“.
Afrika Bambaataa verfasst einen Text, der den Einfluss, den das Fernsehen auf die Menschheit ausübt, erörtert. Das Stück bekommt den Namen „Tell-Lie-Vision“, ein englischsprachiges Wortspiel mit dem Begriff „Television“. Als Musik dazu verwendet Hardy Hard die Erkennungsmelodie zu „Spiegel TV“, angereichert mit einem Elektrobeat. Das Stück bleibt den Machern des ursprünglichen „Spiegel TV“-Themas nicht verborgen, was zunächst rechtliche Probleme mit sich bringt. Nach einer Weile bekommen sie jedoch das OK und bringen das Stück gemeinsam mit einem Video neu heraus.

## Belege
1. ↑  Chartquellen: DE